# 本宮ことは
本宮 ことは（もとみや ことは）は、日本の小説家。血液型はA型。

## 作品
講談社X文庫ホワイトハート
- 「幻獣降臨譚」シリーズ  （イラスト：池上紗京）

1. 聞け、我が呼ばいし声 幻獣降臨譚
2. 吠えよ、我が半身たる獣 幻獣降臨譚
3. 繙け、闇照らす智の書　幻獣降臨譚
4. 猛れ、吹き荒ぶ沖つ風　幻獣降臨譚
5. 流れよ、凍りし我が涙　幻獣降臨譚
6. 響け、世界を統べる唄　幻獣降臨譚
7. 走れ、真実への細き途　幻獣降臨譚
8. 渡れ、月照らす砂の海　幻獣降臨譚
9. この手の中の儚きもの　幻獣降臨譚（短編集）
10. 踊れ、光と影の輪舞曲　幻獣降臨譚
11. 掲げよ、命懸ける銀の剣　幻獣降臨譚
12. 囁け、この現世の秘密　幻獣降臨譚
13. 眠れ、蒼く深き海の底　幻獣降臨譚
14. 翔べ、遙か朝焼けの空　幻獣降臨譚
15. 進め、骸横たわる荒野　幻獣降臨譚
16. 開け、細き一条の血路　幻獣降臨譚
17. 叫べ、涙溢るるこの心　幻獣降臨譚
18. 轟け、暗雲薙ぎ払う雷鳴　幻獣降臨譚
19. 捧げよ、永久に続く祈り　幻獣降臨譚
20. 我が呼ぶ声を聞いて　幻獣降臨譚

- 「魍魎の都」シリーズ （イラスト：堤利一郎、眠民）：全4巻

1. 魍魎の都〜姫様、出番ですよ〜
2. されど月に手は届かず　魍魎の都
3. 花に嵐の喩えもあれど　魍魎の都
4. 魍魎の都〜姫様、それはなりませぬ〜

一迅社文庫アイリス
- 「聖鐘の乙女」シリーズ （イラスト：明咲トウル）

1. 光の王子と炎の騎士　聖鐘の乙女
2. 黒猫と白の女王　聖鐘の乙女
3. 雨の音符と虹のメロディ　聖鐘の乙女
4. 谷間の百合と水の乙女　聖鐘の乙女
5. 夏の王と秋の女神　聖鐘の乙女
6. 獅子の城と銀の泉　聖鐘の乙女
7. 恋の歌劇と薔薇のドレス　聖鐘の乙女
8. 月の聖女と夜の怪人　聖鐘の乙女
9. 水晶の笛と闇の時計　聖鐘の乙女
10. 雪の聖画と氷の首飾り　聖鐘の乙女
11. 黄昏色のリボンと白鳥の唄　聖鐘の乙女
12. 星の剣と魚の子守歌　聖鐘の乙女

- 宝石姫は微笑まない。（イラスト：くまの柚子）
- 茨姫は嘘をつく。（イラスト：くまの柚子）

講談社（単行本）
- 小説　少林少女（ノベライズ）

幻狼ファンタジアノベルス
- 「迷宮」シリーズ （イラスト：藤ちょこ）

1. 雪迷宮
2. 花迷宮

小学館ルルル文庫
- 「ダイヤモンド・スカイ」シリーズ （イラスト：伊藤明十）

1. 人形の館と鳥籠の姫　ダイヤモンド・スカイ
2. 不敗の海賊と不死の帝王　ダイヤモンド・スカイ
3. 夢見る宝石と銀色の恋人　ダイヤモンド・スカイ
4. 鋼鉄の都市と十三月の旅人　ダイヤモンド・スカイ

集英社コバルト文庫
- 「狼と勾玉」シリーズ（イラスト：ス・タンリー）

1. 狼と勾玉　〜今宵、三日月を弓にして〜
2. 狼と勾玉 〜夜空に月の舟浮かべ〜